# Charles Gosselin (1852-1929)
Pour les articles homonymes, voir Charles Gosselin et Gosselin.
Charles Gosselin, ne le 5 mai 1852 à Tellancourt et mort le 1er septembre 1929 à Boulogne-sur-Mer est un militaire, administrateur colonial et historien français.

## Biographie
Saint-cyrien, Charles Gosselin suit la carrière militaire et est envoyé en Indochine comme lieutenant au deuxième bataillon de chasseurs annamites. Il est ensuite promu capitaine au premier régiment de zouaves à Alger, ou il se lie d'amitié avec l'empereur en exil Hàm Nghi.
Nommé commissaire du gouvernement dans la province de Cammon (Haut-Laos), puis à Pak Hin Boum (Bas-Laos), il en explore et photographie les régions. 
Réintégré dans les cadres de l'armée, il reste en poste au Laos jusqu'en 1906. 
Il est lauréat du prix Montyon de l'Académie française en 1901 et en 1905.

## Publications
- Papiers du lieutenant Gosselin présentés et annotés par L. Cadière, etc. La vie dans les petits postes du Quang-Binh vers 1888... (1942)
- L'empire d'Annam (Perrin, 1904) - prix Montyon
- Société d'études du Laos et de l'Annam. Rapports de M. le capitaine Gosselin et de M. Quintaret (1901)
- Le Laos et le protectorat français (1900) - prix Montyon